# マテバ

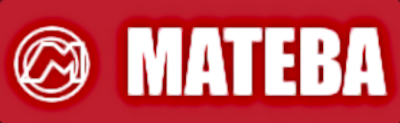
ブランドロゴマーク

マテバ（イタリア語: MA.TE.BA.：Macchine Termo-Balistiche）はイタリアの食品機器製造会社が展開していた銃器の製造・販売ブランドである。当項目では主に銃器製造業としての視点から記述する。
また、上述の企業が一旦清算された後に所在地と出資者を変えて起業された「マテバイタリア(Mateba Italia srl)」社があるが、2022年に活動を停止している（後述「#Mateba Italia」の節参照）。

## 概要
イタリアのパヴィーアに存在した機械製造会社で、1950年代より主にパスタ製造用の混練機器を手掛けたが、主業の食品機器製造よりも副業の銃器製造部門で著名で、設計主任のエミリオ・ギゾーニの設計した独自の機構を持つ回転式拳銃の開発・製造元として知られる。
銃器メーカとしては主に回転式拳銃を設計・製造し、他にアメリカ製の自動拳銃やポンプアクションライフルのクローンモデルの製造を行っていた。
マテバ社は2005年には清算されて廃業したが、ギゾーニの構想していた設計案はイタリアの銃器メーカーであるキアッパ社（Armi Sport de Chiappa）が引き継いで製品化している。

## 歴史
マテバ社はイタリア、パヴィーアの小規模な食品機器製造工場を母体として創業された。食品機器製造業としての創業者のギゾーニ(Ghisoni.ファーストネーム不明）が1956年に死去すると、息子のエミリオ・ギゾーニは大学を中退して事業を引き継ぎ、銃、特に競技用の高精度拳銃の設計に強い興味を持っていたエミリオは1970年代には本格的に競技用拳銃の設計を手がけ、"MATEBA"(Macchine Termo-Balistiche)のブランド名で銃器製造部門を創設して拳銃の設計・製造を始めた。
以後、1977年から1980年にかけて最初の製品である競技用拳銃「MT1」を開発・設計し1980年に発表、続いて1983年には独創的な機構を持つ回転式拳銃「MTR8」を、更に1985年には銃身が従来の回転式拳銃とは逆に位置する「MTR6」を発表し、特異的かつ独創的な設計の拳銃を発売するメーカーとして知られるようになった。
その独創的な製品では知られるものの、マテバ社自体は会社の規模が小さいために資本力に乏しく、いずれの製品もセールス的には成功しなかったため、銃器製造部門の継続には困難が大きかったが、1990年代の始めにドイツの投資家が関心を示し、大規模な出資を行って経営を支援した。この資金を基に、1996年には“回転式拳銃でありながら半自動式の連射機能を持つ”という特異な製品である「6 Unica」を発表し、6 Unicaは北米市場を主眼とした販売戦略が採られてアメリカで“MATEBA AutoRevolver”の通称で人気を博したが、6 Unicaも実用性に問題がないとは言えず、期待されたほどの利益が上がらなかった。
1990年代の末には、エミリオ・ギゾーニはドイツの投資家との仲介を担っているビジネスパートナーであり、“MATEBA”の商標権と各製品の製造権、及び資産管理権を所有しているイタリアのセルジオ・モッタナ(Sergio Mottana)にマテバ社の株式を売却してマテバ社の責任者としては一線を退き、自らは「The.Ma (Thermoballistic Machines di Emilio Ghisoni)」という小さな会社を設立し、家業である食品機器製造工場の運営権をマテバ社より移動させ、銃器については自らのデザインの権利と特許権（ギゾーニはアメリカに特許権を保有していた）を管理すると共に、"Rhino"と名付けた構想中の回転式拳銃の開発・製造をマテバ社以外で行うことを計画した。ギゾー二はRhinoの構想をイタリアの建築家であり銃の機構についての特許を持つ発明家でもあるアントニオ・クダッツォ(Antonio Cudazzo)と共に進めることとし、ギゾー二とクダッツォの共同事業として準備が進められることとなった。
一方、ギゾーニの主導を離れたマテバ社は、利益の向上を図るため、独自開発以外の銃器の製造販売に着手し、まずは他社の開発した製品の設計を引き継いで発展させる、という形でこれまでは手掛けてこなかった自動式拳銃の開発・製造を行い、小型自動拳銃の"Close BBH"を製造・販売した。更に、コルト社のM1911（コルト・ガバメント）や“コルト・ライトニング”ポンプアクションライフルのクローンモデルを製造するなどして銃器製造部門の立て直しを図ったが、いずれも売り上げは芳しくなく、2005年、マテバ社のゼネラルマネージャーを務めており、セルジオ・モッタナの死によって財産権を継承した息子のヴァレンティノ・モッタナ(Valentino Mottana)は、マテバ社を清算することを決定した。
ギゾーニとクダッツォによって進められていた"Rhino"の開発計画はギゾー二が癌により2008年4月に死去したことにより一端は頓挫したが、クダッツォはイタリアのキアッパ・ファイアアームズ（Armi Sport de Chiappa）にギゾー二の基本設計に自らの構想を加えたものを持ち込み、これをキアッパ社のCEOであるリノ・キアッパ(Rino Chiappa )が採用したことから同社を新たな提携先として開発を継続し、ギゾーニの設計していた新型リボルバーは、キアッパ社の製品として“キアッパ・ライノ”の製品名で発表・販売されている。

## Mateba Italia
前述の経緯を経てMaTeBa社は解散し、“MATEBA”の商標権と各製品の製造権を継承する企業や個人もなかったため、会社名としての「マテバ」の名は残らず、各製品の製造が継続されることもなかった。
その後、2014年にはイタリアの投資家であるドミニコ・マリア・リブロ(Domenico Maria Libro)が“MATEBA”の商標権と各製品の製造権を所得したとして、モンテベッルーナにて「マテバイタリア(Mateba Italia srl)」として新たに起業し、2017年にはイタリアの銃器製造ライセンスを所得して銃器製造会社として活動を開始した
。
この新たなマテバ社は「アメリカおよびヨーロッパを主要市場としてAR-15やH&K G36のクローンモデルやオリジナルデザインのボルトアクションライフルその他を発売し、2006Mや6 Unicaといったかつてのマテバ製品の再生産と販売を始める」と発表し、2018年よりはアメリカやヨーロッパで開かれた銃器見本市に出展してMaTeBaブランドの復活をアピールした。
しかし、出展した見本市でのブース展示や公式サイトにはAR-15のクローンモデルやクローンレシーバーが紹介されていたものの、旧マテバ社の製品についてはいずれも過去のものが提示されていたのみで、マテバイタリアとして製造されたものが出展・提示された例はない。同社が実際に銃およびその部品類や付属品等を製造していたこと自体は後の捜査（後述）で明らかであるが、にもかかわらず同社が本格的に活動していた2020年から2022年の間に製品がイタリアを始めとする西ヨーロッパやアメリカの市場で販売されたことはなく、2006Mや6 Unicaを初めとした旧マテバ製品が再び発売されることもなかった。
2022年5月にはマテバイタリア社はイタリアの公安当局に銃器に関する違法な販売と輸出、武器の製造に関わる企業が遵守しなければならない各種の法令や公的書類の作成・提出に対する違反を行ったとして摘発され、銃器の製造・販売に関するライセンスの取り消しと企業活動の停止、および工場の閉鎖が命じられた。イタリアの公安当局によれば、マテバイタリアが製造した銃器は東欧諸国やアラブ諸国に輸出されており、輸出先で違法に販売されていた疑いがあること、また取引先にはイラン政府の関係者が存在していたとされる。

## 製品

### マテバ MT1(MATEBA MT1)[9]
マテバ社が最初に発売した射撃競技用自動式拳銃。22口径ロングライフル弾（.22LR）使用。

### マテバ MTR8(MATEBA MTR8)

MATEBA MTR8

.38スペシャル弾を使用する射撃競技用回転式拳銃。8連発の回転式だが、回転式拳銃の後部に撃針式自動拳銃の撃発機構を合体させた独自の機構を持つ。撃鉄を含む撃発機構は完全に覆われ、外部に露出していない。引き金を引くだけで連発できるダブルアクション機構の他に、左側面のレバーを操作することで撃発機構を手動で引き起こすことができ、シングルアクションによる射撃も可能である。銃身の軸線が低く、発砲の反動がストレートに射手へ伝わるため、銃口が跳ね上がる現象を抑制できる。
回転式の作動確実性と自動式の連射能力という利点を兼ね備えた存在、というコンセプトであったが、重い回転式弾倉が銃の前半分にある構造から構えた際のバランスが非常に悪いものとなり、安定して構えることが難しいものとなった上、ダブルアクションでは引き金が重いがシングルアクションで連発するには手間がかかり連射速度が低い、といった問題点があり、少数の生産に終わった。
MTR8を長銃身にして銃床と先台を装着したカービンモデルも発売されており、
マテバ MTRC8(MATEBA MTRC8)
12インチ(305mm)銃身モデル。
マテバ MTRC8L(MATEBA MTRC8L)
MTR-C8の長銃身型。16インチ(約457mm)銃身モデル。
の2種類が少数ながら生産された。

#### 発展型
MTR8シリーズとして実際に発売されたのは.38スペシャル弾を使用する拳銃モデルのMTR8とカービンモデルであるMTRC8(MTR8C)、および長銃身カービンモデルのMTRC8L(MTR8CL)のみだが、以下の.357マグナム弾使用モデルや、使用弾を変更し弾倉を大型化して装弾数を増加させたモデル各種が試作・構想されていた。いずれも構想もしくは試作のみであり、製造販売はなされていない。
.357マグナム弾モデル
マテバ MTR8M(MATEBA MTR8M)
MTR8の.357マグナム弾仕様モデル。試作のみ。
マテバ MTR12M(MATEBA MTR12M
MTR12の.357マグナム弾仕様モデル。構想のみ。
マテバ MTRC8M(MATEBA MTRC8M)
MTR-C8の.357マグナム弾仕様モデル。試作に留まった。
マテバ MTRC8ML(MATEBA MTRC8ML)
MTR-C8Lの.357マグナム弾仕様モデル。試作に留まる。
マテバ MTRC12M(MATEBA MTRC12M)
MTRC8Mの弾倉を拡大し12連発としたもので、MTR12Mのカービンモデルに当たる。構想に留まった。

多弾数装弾モデル
マテバ MTR12(MATEBA MTR12)
MTR8の弾倉を大型化し12連発としたもの。構想のみ。
マテバ MTR14(MATEBA MTR14)
MTR8の使用弾を.22ロングライフル弾（.22LR）に変更し、弾倉を大型化し12連発とした。試作のみ。
マテバ MTR20(MATEBA MTR20)
MTR14の弾倉を大型化し20連発としたもの。構想のみ。
マテバ MTRC12(MATEBA MTRC12)
MTRC8の弾倉を拡大し12連発としたもので、MTR12のカービンモデルに当たる。構想に留まった。
マテバ MTRC20(MATEBA MTRC20)
MTRC8を22口径ロングライフル弾（.22LR)仕様とし、弾倉を拡大し20連発としたもので、MTR14の発展型カービンモデルに当たる。構想のみ。

### マテバ MTR6(MATEBA MTR6)[13]
MTR8の反省を踏まえて開発された、.38スペシャル弾使用の回転式拳銃。全体の構成は通常の回転式拳銃と同じだが、銃身が回転式弾倉（シリンダー）の下方側にある、という独自の構造を持ち、銃身の軸線を極力下げるというコンセプトを受け継いでいる。
MTR6+6(MATEBA MTR6+6)
MTR6の二次試作型。専用のスピードローダーにより素早い次発装填を可能とし、「6発装填を素早く2度行うことができる」という意味を込めて“6+6”と命名された。

### マテバ 2006M(MATEBA 2006M)

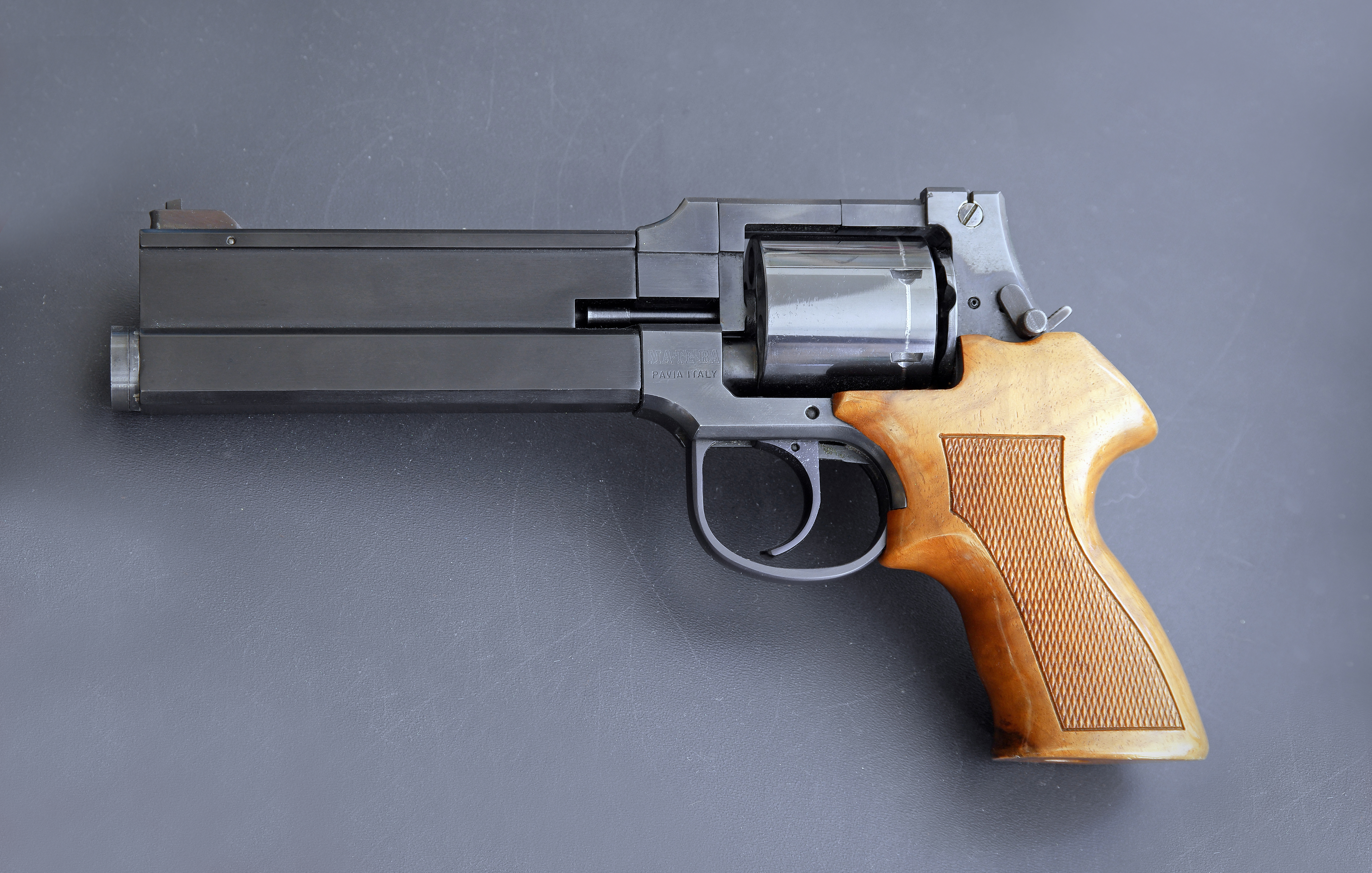
MATEBA 2006M

.357マグナム弾仕様に変更されたMTR6+6の製品型。MTR6/6+6とはトリガーの型式が異なる。
マテバ 2006C(MATEBA 2006C)
2006Mの競技仕様。
マテバ 2007S(MATEBA 2007S)
　2006Mを.38スペシャル弾専用とし、装弾数を7発とした発展型。
マテバ 2007SC(MATEBA 2007SC)
2007Sの競技仕様。

### マテバ 6 ウニカ(MATEBA 6 Unica)

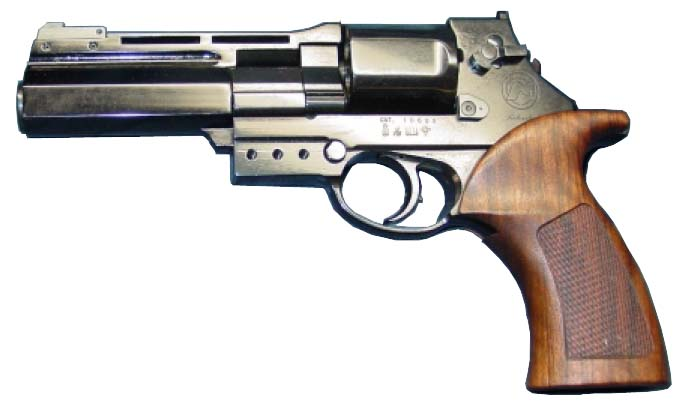
MATEBA 6 Unica

2006Mの発展型として設計された半自動式回転式拳銃。“マテバ オートリボルバー(MATEBA AutoRevolver)”と通称される。
マテバ グリフォーネ(MATEBA Grifone)
6 ウニカを長銃身にして銃床と先台を装着したカービンモデル。

### その他
マテバ Close BBH(MATEBA Close BBH)
かつて存在したイタリアの銃器メーカーであるSITES社の発売していた自動拳銃、SITES Resolverのパテントを所得、全体的に小型化して再設計したダブルアクション式自動拳銃。自衛用及び屋内での至近距離戦闘用を主眼に設計され、使用弾薬には22口径ロングライフル弾(.22LR)/.25ACP弾/.32ACP弾/.380ACP弾/9x18mmポリス弾(9x18mmマカロフ弾)の多種類のバリエーションがある。
2000年に発表され販売が開始されたが、評価・販売実績ともに不調で、2002年には製造・販売ともに中止され廃番となった。

#### クローンモデル
マテバ デフェンセ(MATEBA Defence)
マテバ Uwp(MATEBA Ultra wear pistol)
マテバ SuP(MATEBA Sport utility pistol)
マテバ A.T.P(MATEBA Action Tactical pistol)
上記4種はいずれもコルトM1911もしくはその派生型のクローンモデルで、2000年から2001年にかけて発売された。各モデルとも、9x21mm IMI弾/.38 Super弾/.40S&W弾/.45ACP弾の4種類の口径のバリエーションがラインナップされていた。

マテバ ライトニング(Mateba Lightning)
コルト ライトニングカービン(英語版)のクローンモデル。2003年から2004年にかけて発売されたが、程なくマテバ社が事業を停止したため、少数生産に終わっている。
クローン元のコルト ライトニングカービンと同じく、ピストル弾を使用するもの(Lightning MoSer 83)とライフル弾を使用するもの(Lightning MoSer 84)があり、銃身長も4種類があった。使用する弾薬は計12種類、銃身長は4種類がある。
マテバ ライトニング 83(Mateba Lightning MoSer 83)
- ピストル弾モデル

- .45ロング・コルト弾モデル
- .44 S&Wスペシャル弾(英語版)モデル
- .44-40 ウィンチェスター弾/(英語版)モデル
- .38スペシャル弾モデル
- .38-40 ウィンチェスター弾(英語版)モデル
- .32-20 ウィンチェスター弾(英語版)モデル

銃身長：20/24/28/30 インチ(510/610/710/762 mm）

マテバ ライトニング 84(Mateba Lightning MoSer 84)
- ライフル弾モデル

- .50-95 ウィンチェスター(50-95 Winchester express.)弾モデル
- .45-70弾(英語版)モデル
- .38-56 ウィンチェスター弾(英語版)モデル
- .38-55 ウィンチェスター弾(英語版)モデル
- .32-40 ウィンチェスター弾(.32-40バラード弾)(英語版)モデル
- .30-30 ウィンチェスター弾(英語版)モデル

銃身長：24/28/30 インチ(610/710/762 mm）
これらの製品の他、狩猟用の散弾銃(イタリア語: FUCILI DA CACCIA A CANNA LISCIA)も製造・販売されていた。

#### マテバイタリア製品
マテバイタリアとして発表された製品ラインナップには単発ボルトアクション式のアンチマテリアルライフルやボルトアクション方式のモジュラー式スナイパーライフル、AR15クローンのセミオートライフルがあり、また、MTR 8 / MATEBA GRIFONE / MATEBA 2006 M / MATEBA 6 UNICA といった一連の旧マテバ社製品についての再生産と発売が予告されていたが、製品が西ヨーロッパやアメリカの市場で販売されたことはなく、旧マテバ製品が再び発売されることもなかった。

## 架空の銃
士郎正宗作の漫画、およびそれを原作としたアニメーション作品、『攻殻機動隊』シリーズには、メインキャラクターの一人、トグサの愛用する回転式拳銃として複数の種類の「マテバ」が登場する。
それらはいずれもマテバ社の製造した拳銃という設定だが、2006Mと6 ウニカを元としながらも、実際には存在しないオリジナルデザインのものが登場する。シリーズのうち『攻殻機動隊 ARISE』には6 ウニカがそのまま登場した。